# Сараландж (Гадрут)
Сараландж (вірм. Սարալանջ), Джілан (азерб. Cilən) — село у Гадрутському районі Нагірно-Карабаської Республіки. Село підпорядковується сільраді села Аракел, від якого розташоване на захід.
Під час Карабаської війни знищено 25 будинків.

## Пам'ятки
У селі розташована церква Св. Аствацацін (19 ст.) та цвинтар (18-19 ст.).